# Campaign Guru
Ravneet "Ravi" Singh (Chicago, 24 de mayo de 1972), más conocido como Campaign Guru, es un instructor tecnológico para campañas en línea, un orador y el director Ejecutivo de ElectionMall.Com.

## Historia
Nació el 24 de mayo de 1972 en la ciudad de Chicago, Illinois. Fue el primer hijo de una familia de inmigrantes indios.
En 1986 Campaign Guru asistió a la Academia Militar, Marion Military Institute, en Aurora, Illinois. Allí recibió tanto educación secundaria básica como fundamentos constitucional estadounidense.
Dentro de Marion Military Institute se le solicitó el retiro de su turbante como requisito para asistir el Cuerpo de Formación de Reserva de Oficiales Junior (JROTC, por sus siglas en inglés), según la legislación de Estados Unidos introducida por el congresista John Porter por el estado de Illinois y patrocinada por el Presidente de la Cámara de Representantes de los Estados Unidos Dennis Hastert. Pero, gracias a la labor del Coronel G. B. Singh Campaign Guru logró asistir a la academia sin limitar sus creencias religiosas. Esto permitió que Singh fuera el primer Sijimos en graduarse de una academia militar de Estados Unidos.
Participó en el Parlamento Mundial de Religiones como uno de los líderes juveniles.
Campaign Guru se graduó de la Valparaiso University, Indiana.
FBI acusa a 'Ravi' Singh de triangular aportes a campañas en California. Un mexicano, tras giros.
La captura del asesor político internacional Ravneet Singh, ‘Ravi’, el supuesto ‘gurú de la democracia virtual’, tiene desconcertados a decenas de políticos en Colombia e Irlanda, Estados Unidos y España.
El FBI dice tener evidencia de que ‘Ravi’ les inyectó ilegalmente al menos 500.000 dólares a tres campañas políticas en San Diego (California), que provenían de un ciudadano extranjero de dudosa conducta.

## Carrera política
En 1995 Campaign Guru dictó el curso How to use the Internet and Surf Yahoo!. Más tarde, en 1996, fue elegido por el Comité Nacional de Planeación Asia-América para el manejo de correo electrónico en las elecciones presidencial de ese año.
A la edad de 37 años, Campaign Guru inspirado en el discurso de John F. Kennedy en la ciudad de Aurora, Illinois, en el que resalta el hecho de ser el primer presidente irlandés-católico en Estados Unidos. Así, en el mismo lugar donde se realizó este discurso Singh lanzó su campaña, siendo así, la primera campaña digital en Internet del distrito. Uno de sus discursos fue:
I ask you today, 37 years later, if we can do the same, and the answer back then was yes, and today it is yes, and on Election Day it will be yes.
Campaign Guru realizó una campaña agresiva que abarcó seis ciudades de los suburbios de Chicago. Hizo noticia durante al campaña cuando recibió el apoyo de tres alcaldes, además, de algunos deportistas como Walter Payton y Darnell Autry. En su campaña logró recaudar $150.000 dólares en menos de seis meses.
El 17 de marzo de 1998 Campaign Guru perdió la carrera por el cargo público en la Asamblea General de Illinois. De igual forma, Singh fue el primer Asia-Americano y Sij en participar en una campaña política en Illinois.

## Carrera
Campaign Guru además de participar en la política, ha sido orador, instructor tecnológico para campañas en línea y Director Ejecutivo de ElectionMall.Com.

### Instructor Tecnológio
Después de fracasar en su carrera política, Campaign Guru no se dio por vencido en su visión de ver a la Internet como una herramienta de cambio para la funcionalidad de la democracia y la manera en que se realiza la política; es por todo esto que en 1999 crea ElectionMall.Com, una compañía no-partidista que provee servicios para todo tipo de campaña, específicamente, a campañas políticas y Democracia electrónica. Esta compañía comparte la visión de Campaign Guru, ya que, permite una mayor participación de la ciudadanía en la política y en la toma de decisiones de los Gobiernos.
Desde que Campaign Guru fundó ElectionMall.Com en 1999 ha trabajado activamente en campañas en todo el mundo dando consejos sobre cómo utilizar la tecnología, la Internet y las Redes Sociales.
Campaing Guru ha jugado un papel en 2010, 2011 y 2012 en campañas presidenciales y parlamentarias en todo el mundo, incluyendo Asia, Estados Unidos, Europa y América Latina.

### Orador
Aparte de la política, su otra pasión es la democracia electrónica, la cual, ha promovido en diferentes lugares alrededor del mundo:
- Parlamento Europeo, en Belgium[13]
- Conferencia de las Naciones Unidas, en Guadalajara,[14] México[15]
- Conferencia de las Naciones Unidas, en São Paulo, Brasil[16]
- Asociación Canadiense de Asuntos Público, en Toronto, Canadá[17]
- Foro de Democracia Personal, en Nueva York, Estados Unidos[13]
- Foro Europeo de Democracia Personal, en Madrid, España[18]
- Conferencia en la Unión Europea[13]
- Naciones Unidas, en Budapest, Hungría
- The Washington Center[19]
- Universidad George Washington[20]
- Kansas State
- Universidad de Míchigan
- Universidad de Miami
- Instituto Bliss, en Akron, Ohio
- American University
- Ukraine Universities[21]
- Tecnológico de Monterrey, en Monterrey, México[22]
- Personal Democracy Forum:
  - 2004-2010[13]
  - En España 2009[18]
  - En Santiago, Chile, 2010[23]
- XVI Congreso de Comunicación Publicitaria de Colombia, en Cartagena, Colombia[24]
- Conferencia del Instituto Demócrata Nacional[25]
- Asociación Europea de Consultores Políticos (EAPC); 10-12 de mayo de 2012; Dubrovnik, Croacia.[26]

## Campaign Guru
Fue el título dado a Ravi Singh en 2000 durante una conferencia dictada por él en Estados Unidos. Luego USA Today Magazine lo utilizó para una de sus publicaciones para las elecciones estadounidenses de 2004 y por Business Week Magazine, donde lo perfile en uno de sus artículos como uno de los pioneros de la política en línea.
Campaign Guru es una marca registrada de ElectionMall.Com

## Membresía
Campaign Guru como Director Ejecutivo de ElecionMall.Com es miembro de las siguientes organizaciones:
- Asociación Americana de Consultores Políticos
- Asociación Internacional de Consultores Políticos[28]
- Asociación Europea de Consultores Políticos[29]